# Paratropus transvalensis
Paratropus transvalensis är en skalbaggsart som beskrevs av Kanaar 2004. Paratropus transvalensis ingår i släktet Paratropus och familjen stumpbaggar. Inga underarter finns listade i Catalogue of Life.